# إنجلترا إنجلترا (رواية)
إنجلترا إنجلترا (بالإنجليزية: England, England)‏ هي رواية للكاتب الإنجليزي جوليان بارنز، نشرت عام 1998، عن دار نشر جوناثان كيب.